# Baron (Gard)
Baron ist eine südfranzösische Gemeinde mit 338 Einwohnern (Stand: 1. Januar 2022) im Département Gard in der Region Okzitanien. Sie gehört zum Arrondissement Nîmes und zum Kanton Uzès. 

## Lage
Baron liegt etwa 25 Kilometer nordnordwestlich von Nîmes. Umgeben wird Baron von den Nachbargemeinden Saint-Just-et-Vacquières im Nordwesten und Norden, Aigaliers im Nordosten und Osten, Foissac im Südosten, Collorgues im Süden, Saint-Maurice-de-Cazevieille im Südwesten und Westen, Saint-Jean-de-Ceyrargues im Westen sowie Euzet im Nordwesten.

## Bevölkerungsentwicklung
| Jahr                       | 1962 | 1968 | 1975 | 1982 | 1990 | 1999 | 2006 | 2020 |
| Einwohner                  | 191  | 165  | 154  | 201  | 199  | 229  | 307  | 358  |
| Quellen: Cassini und INSEE |      |      |      |      |      |      |      |      |

## Sehenswürdigkeiten
- Evangelische Kirche (Temple)
- Burgruine auf dem Hügel von Arque (Château de l'Arque)
- Herrenhaus Font-Couverte mit Taubenschlag

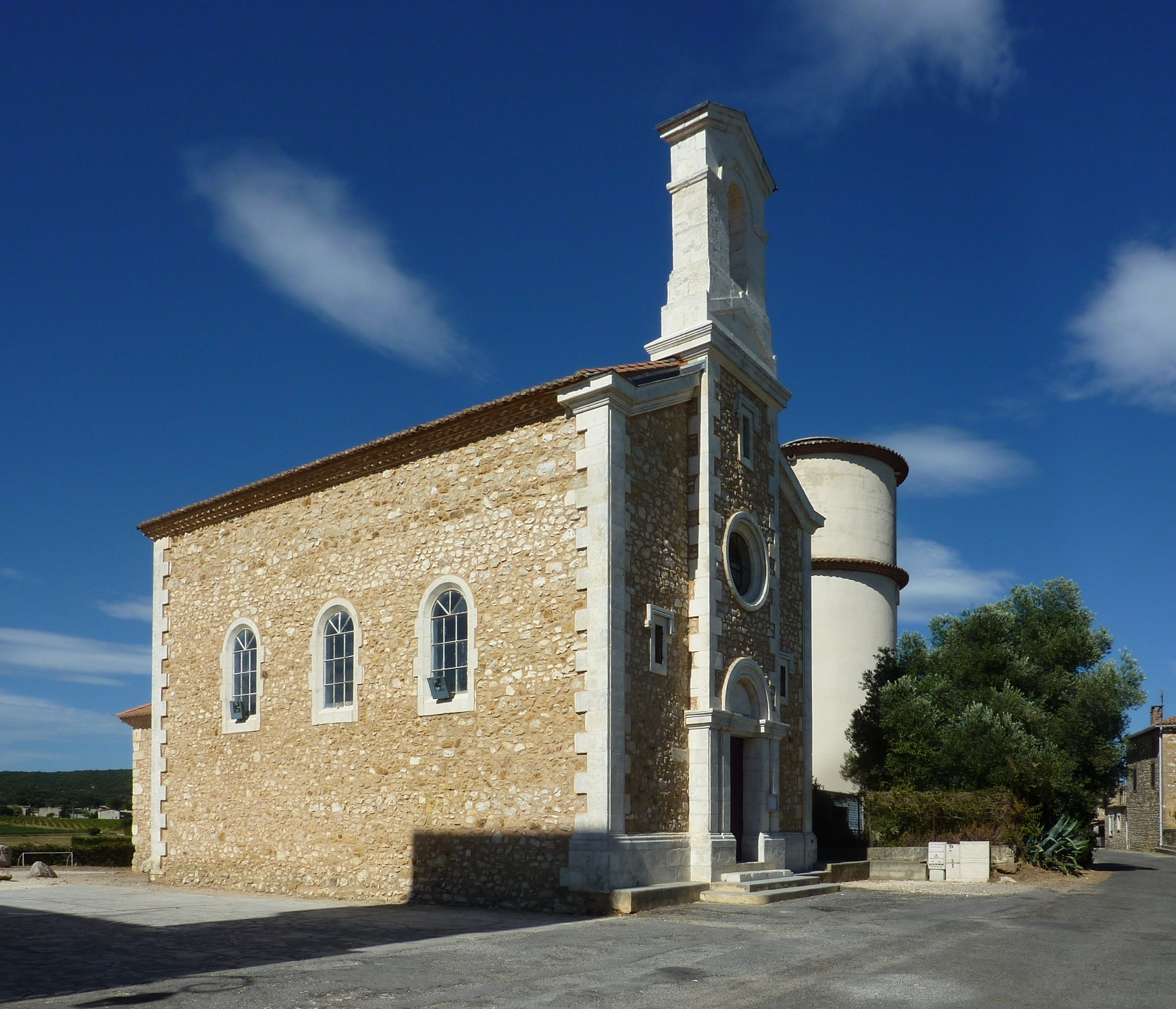
Evangelische Kirche
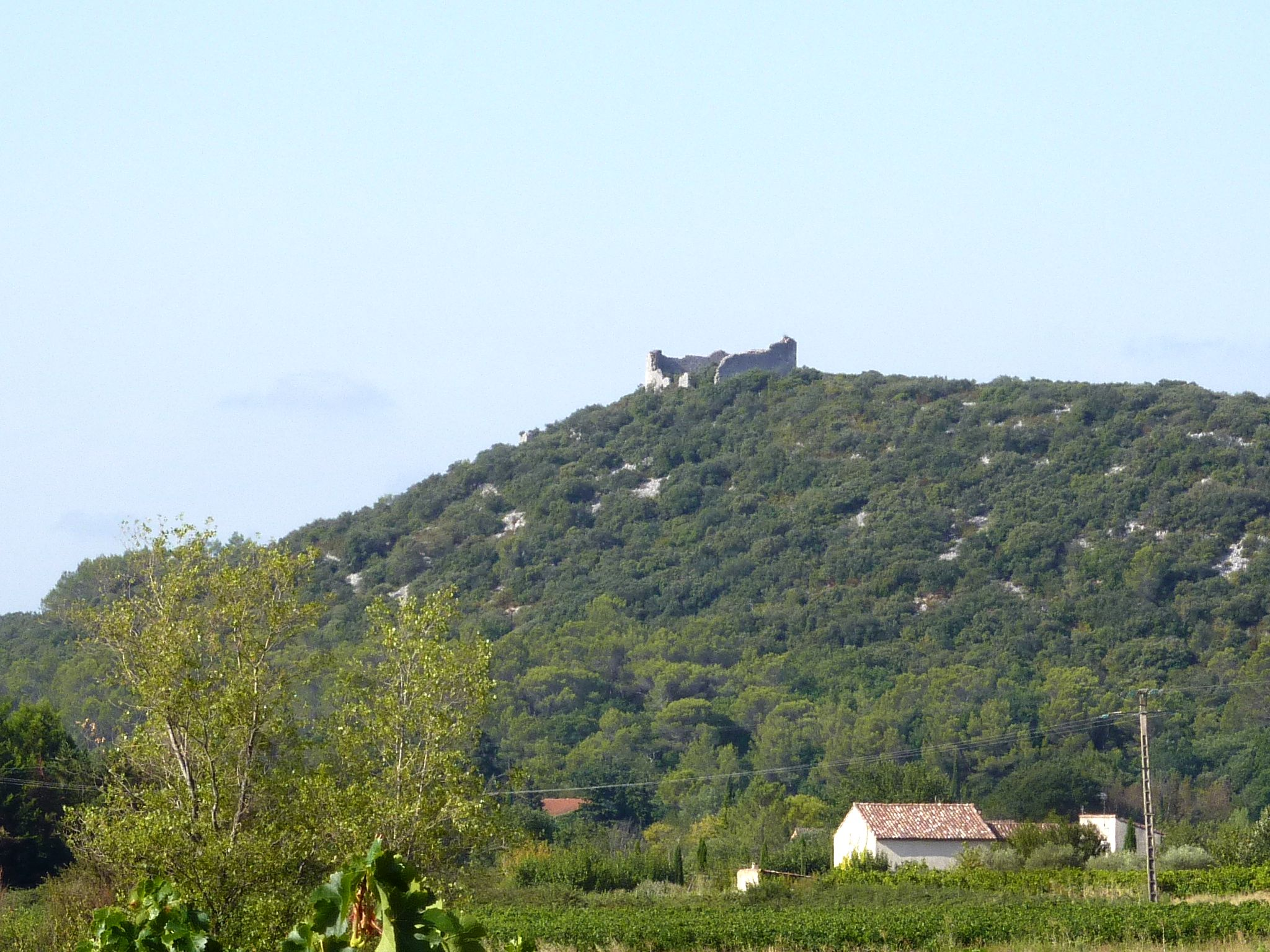
Burgruine